# Calypogeia nephrostipa
Calypogeia nephrostipa là một loài rêu trong họ Calypogeiaceae. Loài này được Spruce Stephani mô tả khoa học đầu tiên năm 1908.